# Lijst van seizoenen van De Mol
Deze pagina bevat een overzicht van alle seizoenen van De Mol.

## Seizoen 1
Het eerste seizoen van De Mol werd gepresenteerd door Michiel Devlieger. Het programma werd uitgezonden door het toenmalige TV1.
Locatie Frankrijk
PresentatieMichiel Devlieger
Gewonnen bedragBfr. 1.150.000 (omgerekend € 28.508)

### Kandidaten
| Nr. | Naam                 | Leeftijd | Beroep               | Week 1     | Week 2     | Week 3     | Week 4     | Week 5     | Week 6     | Week 7     | Week 8   | Week 9 |
| --- | -------------------- | -------- | -------------------- | ---------- | ---------- | ---------- | ---------- | ---------- | ---------- | ---------- | -------- | ------ |
| Mol | Magda Ral            | 40       | Reisleidster         |            |            |            |            |            |            |            | Mol 1999 | Reünie |
| 1   | Hugo De Bie          | 43       | Personeelschef       |            |            |            |            |            |            |            | Gewonnen | Reünie |
| 2   | Mon De Ridder        | 60       | Gepensioneerd leraar |            |            |            |            |            |            |            | Verloren | Reünie |
| 3   | Guy Peers            | 41       | Zaakvoerder          |            |            |            |            |            |            | Afvaller 7 |          | Reünie |
| 4   | Belle Seurs          | 31       | Zangeres             |            |            |            |            |            | Afvaller 6 |            |          | Reünie |
| 5   | Sylvie De Clercq     | 24       | Romaniste            |            |            |            |            | Afvaller 5 |            |            |          | Reünie |
| 6   | Moniek Van de Velde  | 43       | Ballonvaarder        |            |            |            | Afvaller 4 |            |            |            |          | Reünie |
| 7   | Reggy Samyn          | 37       | Cafébaas             |            |            | Afvaller 3 |            |            |            |            |          | Reünie |
| 8   | Anke Van Berendoncks | 22       | Fotograaf            |            | Afvaller 2 |            |            |            |            |            |          | Reünie |
| 9   | Dimi Claeys          | 24       | Creatief therapeut   | Afvaller 1 |            |            |            |            |            |            |          | Reünie |

Legenda:
 Kandidaat verlaat spel na rood scherm
 Kandidaat blijft in spel (groen scherm of geen scherm gezien)
 Kandidaat heeft een vrijstelling en blijft dus in het spel
 Kandidaat had het spel eerder al verlaten

### Afleveringen & kijkcijfers
| Aflevering           | Pot            | Kijkcijfers | Marktaandeel |
| -------------------- | -------------- | ----------- | ------------ |
| 1 (6 december 1998)  | Bfr. 250.000   | 999.400     | 39,2%        |
| 2 (13 december 1998) | Bfr. 350.000   | 912.500     | 37,0%        |
| 3 (20 december 1998) | Bfr. 600.000   | 979.500     | 39,9%        |
| 4 (27 december 1998) | Bfr. 600.000   | 998.800     | 39,2%        |
| 5 (3 januari 1999)   | Bfr. 750.000   | 1.118.300   | 41,5%        |
| 6 (10 januari 1999)  | Bfr. 1.050.000 | 1.178.300   | 43,2%        |
| 7 (17 januari 1999)  | Bfr. 1.150.000 | 1.172.200   | 44,6%        |
| 8 (24 januari 1999)  | Bfr. 1.150.000 | 1.562.100   | 55,3%        |
| 9 (31 januari 1999)  | Bfr. 1.150.000 | 1.226.200   | 45,8%        |

## Seizoen 2
Het tweede seizoen van De Mol werd net als het eerste gepresenteerd door Michiel Devlieger. Het programma werd uitgezonden door het toenmalige TV1.
Locatie Spanje
PresentatieMichiel Devlieger
Gewonnen bedragBfr. 1.145.000 (omgerekend € 28.384)

### Kandidaten
| Nr. | Naam            | Leeftijd | Beroep                | Week 1     | Week 2     | Week 3     | Week 4     | Week 5     | Week 6     | Week 7     | Week 8   | Week 9 |
| --- | --------------- | -------- | --------------------- | ---------- | ---------- | ---------- | ---------- | ---------- | ---------- | ---------- | -------- | ------ |
| Mol | Hugo Daemen     | 67       | Gepensioneerd kolonel |            |            |            |            |            |            |            | Mol 2000 | Reünie |
| 1   | Marianne Dupon  | 28       | Crisismanager         |            |            |            |            |            |            |            | Gewonnen | Reünie |
| 2   | Niki De Boeck   | 49       | Kinesiste             |            |            |            |            |            |            |            | Verloren | Reünie |
| 3   | Carine Leroy    | 33       | Bediende              |            |            |            |            |            |            | Afvaller 7 |          | Reünie |
| 4   | David Devogele  | 24       | Student marketing     |            |            |            |            |            | Afvaller 6 |            |          | Reünie |
| 5   | Eef Mahauden    | 20       | Studente archeologie  |            |            |            |            | Afvaller 5 |            |            |          | Reünie |
| 6   | Dominiek Roosen | 30       | Opvoeder              |            |            |            | Afvaller 4 |            |            |            |          | Reünie |
| 7   | Luc Schelfaut   | 51       | Chauffeur             |            |            | Afvaller 3 | [ a ]      |            |            |            |          | Reünie |
| 8   | Marie-Rose Mels | 45       | Zelfstandige          |            | Afvaller 2 |            |            |            |            |            |          | Reünie |
| 9   | Bart Debbaut    | 28       | Adjunct-bankdirecteur | Afvaller 1 |            |            |            |            |            |            |          | Reünie |

Legenda:
 Kandidaat verlaat spel na rood scherm
 Kandidaat krijgt rood scherm maar kan nog terugkeren
 Kandidaat blijft in spel (groen scherm of geen scherm gezien)
 Kandidaat heeft een vrijstelling en blijft dus in het spel
 Kandidaat had het spel eerder al verlaten
1. ↑  De kans om terug te keren werd niet benut.

### Afleveringen & kijkcijfers
| Aflevering           | Pot            | Kijkcijfers | Marktaandeel |
| -------------------- | -------------- | ----------- | ------------ |
| 1 (23 januari 2000)  | Bfr. 175.000   | 1.446.700   | 49,8%        |
| 2 (23 januari 2000)  | Bfr. 425.000   | 1.653.800   | 54,5%        |
| 3 (6 februari 2000)  | Bfr. 425.000   | 1.538.200   | 52,6%        |
| 4 (13 februari 2000) | Bfr. 570.000   | 1.456.600   | 51,8%        |
| 5 (20 februari 2000) | Bfr. 820.000   | 1.509.200   | 53,1%        |
| 6 (27 februari 2000) | Bfr. 820.000   | 1.513.200   | 53,8%        |
| 7 (5 maart 2000)     | Bfr. 1.120.000 | 1.424.800   | 52,1%        |
| 8 (12 maart 2000)    | Bfr. 1.145.000 | 1.942.500   | 64,0%        |
| 9 (19 maart 2000)    | Bfr. 1.145.000 | 1.533.300   | 53,8%        |

## Seizoen 3
Ook het derde seizoen van De Mol werd gepresenteerd door Michiel Devlieger. Er zou oorspronkelijk geen derde seizoen komen omdat het de gewoonte van productiemaatschappij Woestijnvis was om van elk nieuw programma hooguit twee seizoenen uit te zenden. Het programma was echter zo populair dat voor De Mol een uitzondering gemaakt werd. Het programma werd weer uitgezonden door het toenmalige TV1.
Locatie Italië
PresentatieMichiel Devlieger
Gewonnen bedrag€ 33.100

### Kandidaten
| Nr. | Naam                | Leeftijd | Beroep              | Week 1     | Week 2     | Week 3     | Week 4     | Week 5     | Week 6     | Week 7 | Week 8   | Week 9 |
| --- | ------------------- | -------- | ------------------- | ---------- | ---------- | ---------- | ---------- | ---------- | ---------- | ------ | -------- | ------ |
| Mol | Marc Simons         | 45       | Verzekeraar         |            |            |            |            |            |            |        | Mol 2003 | Reünie |
| 1   | Stijn Van Daele     | 22       | Student sinologie   |            |            |            |            |            |            |        | Gewonnen | Reünie |
| 2   | Inge Boere          | 35       | Dierenarts          |            |            |            |            |            |            |        | Verloren | Reünie |
| 3   | Sandra Welvaert     | 30       | Gerante kledingzaak |            |            |            |            |            |            |        | Verloren | Reünie |
| 4   | Shadia Bellafkih    | 25       | IT-specialist       |            |            |            |            |            | Afvaller 6 |        |          | Reünie |
| 5   | Corry Deltour       | 39       | Bediende            |            |            |            |            | Afvaller 5 |            |        |          | Reünie |
| 6   | Walter Sap          | 50       | Postbode            |            |            |            | Afvaller 4 |            |            |        |          | Reünie |
| 7   | Bruno De Roover     | 30       | Striptekenaar       |            |            | Afvaller 3 |            |            |            |        |          | Reünie |
| 8   | Nicole Van Herck    | 41       | Bediende            |            | Afvaller 2 |            |            |            |            |        |          | Reünie |
| 9   | Christophe Grosjean | 34       | Manager             | Afvaller 1 |            |            |            |            |            |        |          | Reünie |

Legenda:
 Kandidaat verlaat spel na rood scherm
 Kandidaat blijft in spel (groen scherm of geen scherm gezien)
 Kandidaat heeft een vrijstelling
 Kandidaat heeft een ticket voor aflevering 5
 Groep gaat voor een groepsvrijstelling
 Kandidaat had het spel eerder al verlaten

### Afleveringen & kijkcijfers
| Aflevering           | Pot      | Kijkcijfers | Marktaandeel |
| -------------------- | -------- | ----------- | ------------ |
| 1 (19 januari 2003)  | € 5.600  | 1.457.600   | 52,9%        |
| 2 (26 januari 2003)  | € 6.600  | 1.456.700   | 54,1%        |
| 3 (2 februari 2003)  | € 7.600  | 1.693.000   | 57,5%        |
| 4 (9 februari 2003)  | € 14.600 | 1.610.500   | 56,3%        |
| 5 (16 februari 2003) | € 17.600 | 1.564.500   | 57,3%        |
| 6 (23 februari 2003) | € 20.100 | 1.574.900   | 55,1%        |
| 7 (2 maart 2003)     | € 24.100 | 1.497.100   | 54,6%        |
| 8 (9 maart 2003)     | € 33.100 | 1.798.400   | 62,5%        |
| 9 (16 maart 2003)    | € 33.100 | 1.493.300   | 53,5%        |

## Seizoen 4
Oorspronkelijk zou er na het derde seizoen geen nieuw seizoen van De Mol meer komen.
Nadat productiehuis Woestijnvis in 2011 het toenmalige VT4 en VijfTV had overgenomen en deze zenders in 2012 omvormde tot VIER en VIJF, kwam in 2013 De Mol weer op tafel om ditmaal uitgezonden te worden op VIER. In maart 2014 vertelde voormalig Mol-presentator Michiel Devlieger dat de kans dat er een nieuw seizoen van De Mol zou komen klein was. Devlieger had hier evenwel niets meer in te brengen, net zoals de andere bedenkers, aangezien geen van hen nog voor Woestijnvis werkte en de rechten bij dat productiehuis liggen.
Op 22 juni 2015 maakte Woestijnvis bekend dat er effectief een nieuw seizoen zou komen en dat onbekende mensen zich daarvoor konden inschrijven. Het programma zou gepresenteerd worden door Gilles De Coster. De bedenkers van De Mol waren niet blij met het nieuwe seizoen, maar Woestijnvis gaf het programma niet op. In november 2015 vertrokken tien onbekende Vlamingen naar een voor hen onbekende bestemming. Op 23 december 2015 werd uiteindelijk een akkoord bereikt tussen Woestijnvis en de bedenkers. Op 13 januari 2016 werd de datum voor de eerste aflevering bekendgemaakt, namelijk 1 februari 2016. Op 19 januari 2016 werd de eerste trailer gelanceerd en de bestemming bekendgemaakt, Argentinië. Op 30 januari 2016 werden de namen van de kandidaten bekendgemaakt. Sindsdien bestaat ook een website waarop mensen hun notities kunnen bewaren en zelf kunnen zoeken naar De Mol. Het maximale bedrag dat gewonnen kan worden is ruim € 100.000.
Locatie Argentinië
PresentatieGilles De Coster
Gewonnen bedrag€ 30.790

### Kandidaten
| Nr. | Naam                 | Leeftijd | Beroep                       | Week 1     | Week 2     | Week 3     | Week 4     | Week 5     | Week 6     | Week 7     | Week 8   | Week 9 |
| --- | -------------------- | -------- | ---------------------------- | ---------- | ---------- | ---------- | ---------- | ---------- | ---------- | ---------- | -------- | ------ |
| Mol | Gilles Van Bouwel    | 27       | Brand manager                |            |            |            |            |            |            |            | Mol 2016 | Reünie |
| 1   | Cathy van der Ha     | 37       | Huisvrouw                    |            |            |            |            |            |            |            | Gewonnen | Reünie |
| 2   | Hanne Vanhaesebrouck | 26       | Organisatrice kinderfeestjes |            |            |            |            |            | (1)        |            | Verloren | Reünie |
| 3   | Stijn Ramaekers      | 25       | Ingenieur                    |            |            |            |            |            |            | Afvaller 7 |          | Reünie |
| 4   | Bruno Heutz          | 46       | Aannemer                     |            |            |            |            |            | Afvaller 6 |            |          | Reünie |
| 5   | Thibaud Dedier       | 48       | Ondernemer                   |            |            |            |            | Afvaller 5 |            |            |          | Reünie |
| 6   | Issabel De Fré       | 30       | Advocaat                     |            |            |            | Afvaller 4 |            |            |            |          | Reünie |
| 7   | Manuella Wuytack     | 53       | Naaister                     |            |            | Afvaller 3 |            |            |            |            |          | Reünie |
| 8   | Marc Renders         | 49       | Buschauffeur                 |            | Afvaller 2 |            |            |            |            |            |          | Reünie |
| 9   | Ruth Aerts           | 47       | Bediende                     | Afvaller 1 | [ a ]      |            |            |            |            |            |          | Reünie |

Legenda:
 Kandidaat verlaat spel na rood scherm
 Kandidaat krijgt rood scherm maar kan nog terugkeren
 Kandidaat blijft in spel (groen scherm of geen scherm gezien)
 Kandidaat heeft een vrijstelling en blijft dus in het spel
 Kandidaat blijft in spel maar had (X) pasvragen tijdens eliminatie
 Kandidaat had het spel eerder al verlaten
1. ↑  De kans om terug te keren werd niet benut.

### Afleveringen & kijkcijfers
| Aflevering                | Pot      | Kijkcijfers (+ 7d.)   | Marktaandeel  | Plek in top 10 |
| ------------------------- | -------- | --------------------- | ------------- | -------------- |
| 1 (1 februari 2016)       | € 6.500  | 942.468 (1.177.148)   | 32,9% / 45,0% | 4              |
| 2 (8 februari 2016)       | € 16.500 | 844.447 (1.047.211)   | 30,4% / 42,0% | 5              |
| 3 (15 februari 2016)      | € 21.500 | 811.418 (1.034.286)   | 28,8%         | 5              |
| 4 (22 februari 2016)      | € 25.000 | 899.246 (1.139.526)   | 32,2%         | 5              |
| 5 (29 februari 2016)      | € 27.000 | 962.290 (1.165.624)   | 34,9%         | 4              |
| 6 (7 maart 2016)          | € 24.000 | 868.437 (1.059.878)   | 28,6%         | 4              |
| 7 (14 maart 2016)         | € 29.490 | 907.467 (1.063.436)   | 30,0%         | 4              |
| 8 (21 maart 2016: finale) | € 30.790 | 1.177.412 (1.275.993) | 39,2%         | 2              |
| 9 (28 maart 2016)         | € 30.790 | 841.635 (1.023.574)   | 29,5%         | 4              |

## Seizoen 5
Na de finale-uitzending van het vierde seizoen van De Mol werd bekend dat er nieuwe kandidaten gezocht werden voor een vijfde seizoen, dat in het najaar van 2016 werd opgenomen. Dit jaar werd het spel niet met 10 mensen gespeeld, maar met 11 mensen. Op 21 december werd bekendgemaakt dat het seizoen zich afspeelt in Zuid-Afrika. Op 20 januari werd de eerste trailer gelanceerd en de datum voor het nieuwe seizoen bekendgemaakt: 6 februari 2017. Er kon dit seizoen meer dan € 100.000 gewonnen worden. Tijdens seizoen 5 ging Gilles Van Bouwel op drie momenten rond elke uitzending (tijdens de reclames en na afloop) live op de Facebook van VIER om rond De Mol te praten.
Locatie Zuid-Afrika
PresentatieGilles De Coster
Gewonnen bedrag€ 27.250

### Kandidaten
| Nr. | Naam                 | Leeftijd | Beroep                                 | Week 1     | Week 2       | Week 3     | Week 4     | Week 5     | Week 6     | Week 7           | Week 8   | Week 9 |
| --- | -------------------- | -------- | -------------------------------------- | ---------- | ------------ | ---------- | ---------- | ---------- | ---------- | ---------------- | -------- | ------ |
| Mol | Eline Michiels       | 24       | Politie-inspecteur                     |            |              |            |            |            |            |                  | Mol 2017 | Reünie |
| 1   | Davey Van Rode       | 28       | Houtbewerker                           |            |              |            |            |            |            | (2)              | Gewonnen | Reünie |
| 2   | Annelies Cooymans    | 58       | Lerares                                |            |              |            |            |            |            | (2)              | Verloren | Reünie |
| 3   | Robin Justé          | 43       | Laborant UZ Leuven                     |            |              |            |            |            |            | Laatste afvaller |          | Reünie |
| 4   | Sam Breemans         | 24       | Autoverkoper                           |            |              |            |            |            | Afvaller 7 |                  |          | Reünie |
| 5   | Hans De Winter       | 53       | Professor farmaceutische wetenschappen | [ a ]      |              |            |            | Afvaller 6 |            |                  |          | Reünie |
| 6   | Bertrand Vanderbeken | 31       | Reclamemanager Delhaize                |            |              | [ b ]      | Afvaller 5 |            |            |                  |          | Reünie |
| 7   | Marzena Juzba        | 28       | Regioverantwoordelijke Coca-Cola       |            |              | Afvaller 4 |            |            |            |                  |          | Reünie |
| 9/8 | Bouba Kalala         | 19       | Student humane wetenschappen           |            | Afvaller 2/3 |            |            |            |            |                  |          | Reünie |
| 9/8 | Jolien Paepen        | 35       | Personeelsmanager                      |            | Afvaller 2/3 |            |            |            |            |                  |          | Reünie |
| 10  | Jessica Ceuppens     | 24       | Studente lichamelijke opvoeding        | Afvaller 1 |              |            |            |            |            |                  |          | Reünie |

Legenda:
 Kandidaat verlaat spel na rood scherm
 Kandidaat krijgt rood scherm maar kan nog terugkeren
 Kandidaat blijft in spel (groen scherm of geen scherm gezien)
 Kandidaat heeft een vrijstelling en blijft dus in het spel
 Kandidaat blijft in spel maar had (X) pasvragen tijdens eliminatie
 Kandidaat had het spel eerder al verlaten
1. ↑  Kandidaat kwam pas de volgende aflevering in het spel door een mislukte individuele proef in België vóór het vertrek naar het land waar het spel gespeeld zou worden. Hij moest de eliminatietest van de eerste aflevering tijdens de eerste proef van de tweede aflevering invullen en scoorde beter dan de eerste afvaller, dus mocht blijven.
2. 1 2  Kandidaten kregen hun scherm via een speciale bril te zien waardoor andere het niet zagen. Daarna moesten ze raden wie het rode scherm had. Raadden ze dit niet, volgde een nieuwe eliminatie en moest de kandidaat met de op een na slechtste score het spel verlaten met een rood scherm, wat ook gebeurde.

### Afleveringen & kijkcijfers
| Aflevering                | Pot      | Kijkcijfers (+ 7d.)   | Marktaandeel (+ 7d.) | Plek in top 10 |
| ------------------------- | -------- | --------------------- | -------------------- | -------------- |
| 1 (6 februari 2017)       | € 8.000  | 875.047 (1.170.710)   | 28,6% (31,6%)        | 6              |
| 2 (13 februari 2017)      | € 12.500 | 874.006 (1.125.875)   | 28,8% (30,6%)        | 6              |
| 3 (20 februari 2017)      | € 14.500 | 810.271 (1.116.289)   | 25,3% (27,8%)        | 7              |
| 4 (27 februari 2017)      | € 18.500 | 973.706 (1.219.435)   | onbekend (32,7%)     | 4              |
| 5 (6 maart 2017)          | € 19.000 | 926.695 (1.187.649)   | 28,9% (30,4%)        | 6              |
| 6 (13 maart 2017)         | € 21.000 | 847.534 (1.103.581)   | 29,0% (30,3%)        | 5              |
| 7 (20 maart 2017)         | € 22.500 | 875.364 (1.126.123)   | 29,0% (30,5%)        | 6              |
| 8 (27 maart 2017: finale) | € 27.250 | 1.130.263 (1.243.831) | 36,5% (33,7%)        | 2              |
| 9 (3 april 2017)          | € 27.250 | 864.608 (1.066.354)   | n.n.b. (30,6%)       | 4              |

## Seizoen 6
Het zesde seizoen speelt zich af in Mexico. Het wordt opnieuw gepresenteerd door Gilles De Coster en uitgezonden op VIER. Het programma ging wel een maand later van start dan de vorige twee jaren, op 25 maart 2018. Vanaf dit seizoen wordt De Mol niet meer op maandag maar op zondag uitgezonden,  net als vroeger op TV1. Daarnaast werd gestart met Café De Mol, een kijkersforum gepresenteerd door Frances Lefebure en Gilles Van Bouwel. Tijdens de kick-off-uitzending van Café De Mol, op 18 maart 2018, werden de kandidaten bekendgemaakt.
Locatie Mexico
PresentatieGilles De Coster
Gewonnen bedrag€ 27.665

### Kandidaten
| Nr. | Naam                 | Leeftijd | Beroep                                  | Week 1     | Week 2     | Week 3     | Week 4     | Week 5     | Week 6     | Week 7     | Week 8   | Week 9 |
| --- | -------------------- | -------- | --------------------------------------- | ---------- | ---------- | ---------- | ---------- | ---------- | ---------- | ---------- | -------- | ------ |
| Mol | Pieter Delanoy       | 33       | Leerkracht godsdienst middelbare school |            |            | (2)        |            |            |            |            | Mol 2018 | Reünie |
| 1   | Lloyd Vermeulen      | 21       | Student geneeskunde                     |            |            |            |            |            |            |            | Gewonnen | Reünie |
| 2   | Bahador Sabouri      | 27       | Financieel rekruteerder                 |            |            |            |            |            |            |            | Verloren | Reünie |
| 3   | Pascale Van Leeuwen  | 45       | Marineofficier                          |            |            |            |            |            |            | Afvaller 7 |          | Reünie |
| 4   | Joke Lannoo          | 32       | Dierenarts                              |            |            | (1)        |            |            | Afvaller 6 |            |          | Reünie |
| 5   | Steve Thumas         | 60       | Arts                                    |            |            | (2)        |            | Afvaller 5 |            |            |          | Reünie |
| 6   | Katrien Verberckmoes | 54       | Evenementenmanager                      |            |            |            | Afvaller 4 |            |            |            |          | Reünie |
| 7   | Jeffrey Van Linden   | 40       | Chauffeur                               |            |            | Afvaller 3 |            |            |            |            |          | Reünie |
| 8   | Channy de Windt      | 26       | Maatschappelijk assistente              |            | Afvaller 2 |            |            |            |            |            |          | Reünie |
| 9   | Kelly Devos          | 39       | Psychologe                              | Afvaller 1 |            |            |            |            |            |            |          | Reünie |

Legenda:
 Kandidaat verlaat spel na rood scherm
 Kandidaat blijft in spel (groen scherm of geen scherm gezien)
 Kandidaat heeft een vrijstelling en blijft dus in het spel
 Kandidaat blijft in spel maar had (X) pasvragen tijdens eliminatie
 Kandidaat had het spel eerder al verlaten
1. ↑  De kandidaten konden pasvragen kopen na het invullen van de elimimatietest. Enkel de Mol werd geïnformeerd over de uitslag van de test. Hierna konden de kandidaten eventueel nog pasvragen kopen. Jeffey was de afvaller, maar koos om geen pasvragen te kopen. Hierdoor wijzigde de uitslag niet.

### Afleveringen & kijkcijfers
| Aflevering | Eerste uitzending | Pot      | Kijkcijfers | Kijkcijfers + 7d. | Marktaandeel | Marktaandeel + 7d. | Plek in top 10 | Plek in top 10 + 7d. |
| ---------- | ----------------- | -------- | ----------- | ----------------- | ------------ | ------------------ | -------------- | -------------------- |
| 1          | 25 maart 2018     | € 6.750  | 1.039.537   | 1.364.182         | 48%          | 40,12%             | 1              | 3                    |
| 2          | 1 april 2018      | € 12.050 | 820.734     | 1.187.943         | onbekend     | 37,1%              | 4              | 6                    |
| 3          | 8 april 2018      | € 11.700 | 874.755     | 1.144.621         | onbekend     | 39,9%              | 2              | 4                    |
| 4          | 15 april 2018     | € 12.700 | 903.385     | 1.198.578         | onbekend     | 38,3%              | 3              | 3                    |
| 5          | 22 april 2018     | € 16.725 | 845.024     | 1.104.349         | onbekend     | 39,4%              | 2              | 3                    |
| 6          | 29 april 2018     | € 19.725 | 973.087     | 1.277.939         | onbekend     | 40,9%              | 1              | 1                    |
| 7          | 6 mei 2018        | € 24.565 | 802.639     | 1.110.150         | onbekend     | 42%                | 2              | 3                    |
| 8 (finale) | 13 mei 2018       | € 27.665 | 1.208.699   | 1.348.670         | 60,9%        | 44,3%              | 1              | 1                    |
| 9          | 20 mei 2018       | € 27.665 | 727.924     | 1.066.577         | onbekend     | 41,7%              | 2              | 2                    |

1. ↑  Dit is de plek van het nde best bekeken programma van de week.

## Seizoen 7
Het zevende seizoen speelt zich af in Vietnam. Het wordt opnieuw gepresenteerd door Gilles De Coster en uitgezonden op VIER. De locatie van het nieuwe seizoen werd op 18 december 2018 bekendgemaakt. Het programma ging enkele weken eerder van start dan het jaar ervoor, op 10 maart 2019. Deze datum werd op 21 februari 2019 bekendgemaakt. Daarnaast keert Café De Mol terug, nu gepresenteerd door Élodie Ouédraogo en Gilles Van Bouwel. De kandidaten werden bekendgemaakt op 2 maart 2019. Nieuw aan dit seizoen was dat er in de eerste aflevering nog geen Mol was. Deze werd pas tijdens de eerste aflevering op locatie gekozen. Dat er nog geen mol was, kregen de kandidaten te lezen bij de eerste opdracht: de letters die ze tijdens deze opdracht konden verdienen, vormden de zin "ER IS NOG GEEN MOL GEKOZEN". Het selecteren van de mol gebeurde direct na deze eerste opdracht aan de hand van een speciale proef. Omdat het selecteren van de mol in de eerste aflevering plaatsvond, had dit seizoen één aflevering meer dan de voorbije seizoenen.
Locatie Vietnam
PresentatieGilles De Coster
Gewonnen bedrag€ 34.050

### Kandidaten
| Nr. | Naam                 | Leeftijd | Beroep                  | Week 1 | Week 2     | Week 3 | Week 4     | Week 5     | Week 6     | Week 7     | Week 8     | Week 9   | Week 10 |
| --- | -------------------- | -------- | ----------------------- | ------ | ---------- | ------ | ---------- | ---------- | ---------- | ---------- | ---------- | -------- | ------- |
| Mol | Elisabet Haesevoets  | 33       | Spoedarts               | (M)    |            |        |            | (2)        |            |            |            | Mol 2019 | Reünie  |
| 1   | Axel Pailler         | 40       | Piloot                  |        |            |        |            |            |            | (1)        |            | Gewonnen | Reünie  |
| 2   | Bas Moeyaert         | 32       | Headhunter              |        |            |        |            |            |            |            |            | Verloren | Reünie  |
| 3   | Joeri Loos           | 32       | Ploegbaas               |        |            |        |            | (2)        |            |            | Afvaller 7 |          | Reünie  |
| 4   | Kaat Van Steen       | 22       | Studente kinesitherapie |        |            |        |            |            |            | Afvaller 6 |            |          | Reünie  |
| 5   | Bruno Hacour         | 54       | Manager                 | (M)    |            |        |            | (1)        | Afvaller 5 |            |            |          | Reünie  |
| 6   | Eva Brijs            | 28       | Advocaat                |        |            | [ b ]  | (2)        | Afvaller 4 |            |            |            |          | Reünie  |
| 7   | Martijn Loosvelt     | 23       | Faciliteitenassistent   | (M)    |            |        | Afvaller 3 |            |            |            |            |          | Reünie  |
| 8   | Ingrid Coucke        | 46       | Verdeler van rolluiken  |        |            |        | Afvaller 2 |            |            |            |            |          | Reünie  |
| 9   | Liesbeth De Pillecyn | 41       | HR-consulent            |        | Afvaller 1 |        |            |            |            |            |            |          | Reünie  |

Legenda:
 Kandidaat verlaat spel na rood scherm
 Kandidaat krijgt rood scherm maar was niet de echte afvaller
 Kandidaat blijft in spel (groen scherm of geen scherm gezien)
 Kandidaat heeft een vrijstelling en blijft dus in het spel
 Kandidaat blijft in spel maar had (X) pasvragen tijdens eliminatie
 Kandidaat had het spel eerder al verlaten
1. 1 2 3  De kandidaat kreeg het scherm 'Jij wordt de Mol misschien'. De schermen waren niet zichtbaar voor de kijkers.
2. ↑  Er werd een rood scherm getoond, maar niet de naam van de kandidaat die afviel. De groep werd misleid en dacht dat een andere kandidaat was afgevallen. De volgende aflevering begon met een proef waarbij de afvaller in het spel kon blijven, die mislukte, waarop de eliminatie alsnog werd uitgevoerd en de echte afvaller toch naar huis moest.

### Afleveringen & kijkcijfers
| Aflevering  | Eerste uitzending | Pot      | Kijkcijfers | Kijkcijfers + 7d. | Marktaandeel | Marktaandeel + 7d. | Plek in top 10 | Plek in top 10 + 7d. |
| ----------- | ----------------- | -------- | ----------- | ----------------- | ------------ | ------------------ | -------------- | -------------------- |
| 1           | 10 maart 2019     | € 2.000  | 953.471     | 1.194.577         | 47,2%        | 35,4%              | 3              | 2                    |
| 2           | 17 maart 2019     | € 3.450  | 914.160     | 1.218.143         | onbekend     | 35,7%              | 2              | 2                    |
| 3           | 24 maart 2019     | € 6.150  | 781.167     | 1.158.954         | onbekend     | 33,2%              | 4              | 2                    |
| 4           | 31 maart 2019     | € 12.050 | 974.068     | 1.214.277         | onbekend     | 35,5 %             | 2              | 2                    |
| 5           | 7 april 2019      | € 18.950 | 918.313     | 1.181.300         | onbekend     | 36,79%             | 2              | 2                    |
| 6           | 14 april 2019     | € 20.450 | 925.985     | 1.200.518         | onbekend     | 37,3%              | 2              | 2                    |
| 7           | 21 april 2019     | € 25.550 | 728.457     | 1.104.550         | onbekend     | 37,4%              | 3              | 2                    |
| 8           | 28 april 2019     | € 32.550 | 967.242     | 1.211.317         | onbekend     | 36,9%              | 2              | 4                    |
| 9 (finale)  | 5 mei 2019        | € 34.050 | 1.248.446   | 1.349.684         | 58,9%        | 41,2%              | 1              | 2                    |
| 10 (reünie) | 12 mei 2019       | € 34.050 | 987.689     | 1.193.890         | onbekend     | 39,2%              | 1              | 3                    |

1. ↑  Dit is de plek van het nde best bekeken programma van de week.

## Seizoen 8
Het achtste seizoen speelt zich af in Griekenland. Het wordt opnieuw gepresenteerd door Gilles De Coster en uitgezonden op VIER. De locatie van het nieuwe seizoen werd op 4 december 2019 bekendgemaakt. Het programma ging ongeveer op hetzelfde moment van start als het vorige seizoen, op 8 maart 2020. Deze datum werd op 14 februari 2020 bekendgemaakt. Café De Mol werd opnieuw gepresenteerd door Élodie Ouédraogo en Gilles Van Bouwel. De kandidaten werden bekendgemaakt op 1 maart 2020 tijdens de kick-off-uitzending van Café De Mol. Voor de oplossing van het mysterie van de doos van Pandora uit dit seizoen die niet werd geopend, zie seizoen 12.
Locatie Griekenland
PresentatieGilles De Coster
Gewonnen bedrag€ 22.835

### Kandidaten
| Nr. | Naam               | Leeftijd | Beroep               | Week 1     | Week 2     | Week 3     | Week 4     | Week 5     | Week 6     | Week 7     | Week 8   | Week 9 |
| --- | ------------------ | -------- | -------------------- | ---------- | ---------- | ---------- | ---------- | ---------- | ---------- | ---------- | -------- | ------ |
| Mol | Alina Churikova    | 20       | Studente logopedie   |            |            |            |            |            |            |            | Mol 2020 | Reünie |
| 1   | Jolien Derck       | 25       | Bankbediende         |            |            |            |            |            |            |            | Gewonnen | Reünie |
| 2   | Bart Lintermans    | 43       | Advocaat             |            |            |            | (2)        | [ a ]      |            |            | Verloren | Reünie |
| 3   | Christian Jansen   | 26       | Consultant           |            |            |            |            |            |            | Afvaller 7 |          | Reünie |
| 4   | Dorien Geubbelmans | 27       | Sauna-uitbaatster    |            |            |            | (4)        |            | Afvaller 6 |            |          | Reünie |
| 5   | Salim Bentla       | 28       | Shopmanager bioscoop |            |            |            | (4)        | Afvaller 5 | [ b ]      |            |          | Reünie |
| 6   | Laure Mutsaars     | 46       | Management-assistent |            |            |            | Afvaller 4 |            |            |            |          | Reünie |
| 7   | Els Degraer        | 51       | Lerares              |            |            | Afvaller 3 |            |            |            |            |          | Reünie |
| 8   | Bruno Van Wouwe    | 50       | Technisch directeur  |            | Afvaller 2 |            |            |            |            |            |          | Reünie |
| 9   | Gilles de Salle    | 29       | Horeca-uitbater      | Afvaller 1 |            |            |            |            |            |            |          | Reünie |

Legenda:
 Kandidaat verlaat spel na rood scherm
 Kandidaat krijgt rood scherm maar kan nog terugkeren
 Kandidaat blijft in spel (groen scherm of geen scherm gezien)
 Kandidaat heeft een vrijstelling en blijft dus in het spel
 Kandidaat blijft in spel maar had (X) pasvragen tijdens eliminatie
 Kandidaat had het spel eerder al verlaten
1. ↑  Kandidaten kregen individueel hun resultaat al te zien nadat ze 15 van de 20 vragen invulden. Ze kregen hierna drie kansen om de afvaller aan te duiden. Indien dit niet lukte moesten de kandidaten de laatste vijf vragen invullen om eventueel hun resultaat te wijzigen, wat ook gebeurde.
2. ↑  De kandidaat was in de vorige aflevering afgevallen, maar keerde voor één opdracht terug om tegen de overgebleven kandidaten te spelen en zo €1500 voor zichzelf te winnen.

### Afleveringen & kijkcijfers
| Aflevering | Eerste uitzending | Titel                                                                                                  | Pot       | Kijkcijfers | Kijkcijfers + 7d. | Marktaandeel | Marktaandeel + 7d. | Plek in top 10 | Plek in top 10 + 7d. |
| ---------- | ----------------- | --- | --------- | ----------- | ----------------- | ------------ | ------------------ | -------------- | -------------------- |
| 1          | 8 maart 2020      | Alpha // Het begin                                                                                     | - € 1.200 | 1.048.771   | 1.442.941         | 40,4%        | 33,2%              | 1              | 1                    |
| 2          | 15 maart 2020     | (...) en Pandora opende de doos en alle onheil verspreidde zich over de aarde.                         | € 2.300   | 1.095.611   | 1.431.923         | onbekend     | 30,4%              | 2              | 2                    |
| 3          | 22 maart 2020     | (...) en om te ontsnappen uit het helse labyrint, liet hij zich leiden door de draad van Ariadne.      | € 6.800   | 1.174.632   | 1.463.232         | onbekend     | 29,1%              | 3              | 5                    |
| 4          | 29 maart 2020     | De slechtste regeringsvorm. Op alle andere na.                                                         | € 16.645  | 1.227.377   | 1.479.597         | onbekend     | 29,7%              | 3              | 2                    |
| 5          | 5 april 2020      | Een lach, een groet, een blij gezicht.                                                                 | € 17.645  | 1.165.227   | 1.414.976         | onbekend     | 32,0%              | 1              | 3                    |
| 6          | 12 april 2020     | Deelnemen is belangrijker dan winnen.                                                                  | € 18.995  | 1.223.808   | 1.489.863         | onbekend     | 32,0%              | 1              | 1                    |
| 7          | 19 april 2020     | Verlies je wapen of je eigen leven maar nooit je schild want daarmee bescherm je de soldaat naast jou. | € 22.235  | 1.206.786   | 1.430.972         | onbekend     | 31,6%              | 1              | 2                    |
| 8 (finale) | 26 april 2020     | Het einde // Omega                                                                                     | € 22.835  | 1.408.352   | 1.496.409         | 48,3%        | 35,5%              | 1              | 1                    |
| 9 (reünie) | 3 mei 2020        | n.v.t.                                                                                                 | € 22.835  | 1.203.829   | 1.386.675         | onbekend     | 34,1%              | 2              | 2                    |

1. ↑  Dit is de plek van het nde best bekeken programma van de week.

## Seizoen 9
Het negende seizoen werd getekend door de in 2020 uitgebroken coronapandemie. Oorspronkelijk zou dit seizoen elders opgenomen worden en de voorproductie was al vergevorderd toen de pandemie toesloeg. Omdat een vliegreis door de maatregelen niet langer reëel was, werd overgeschakeld naar een autoreis en de bestemming gewijzigd naar Duitsland. Op 3 mei 2023 maakte presentator Gilles De Coster bekend dat Rusland de oorspronkelijke bestemming voor dit seizoen was.
Het seizoen werd opgenomen in het najaar van 2020 en begon op zondag 21 maart 2021 op Play4. De locatie van het nieuwe seizoen werd op 26 november 2020 met behulp van verschillende hints bekendgemaakt in het tv-programma De Slimste Mens ter Wereld tijdens de deelname van Alina Churikova, de Mol van het vorige seizoen.
Bijzonder aan dit seizoen was dat er naast de tien geselecteerde kandidaten ook tien reservekandidaten waren. Tijdens de eerste opdracht (in België) namen de twee groepen het tegen elkaar op. Eén van de reservekandidaten kon alsnog de plek inpikken van een geselecteerde kandidaat, waardoor die moest achterblijven - wat effectief ook gebeurde. Ook zat in beide groepen een Mol. Als de Mol van de reservegroep de proef won, moest de Mol van de hoofdgroep achterblijven. Dit seizoen eindigde met de laagste pot ooit.
Locatie Duitsland
PresentatieGilles De Coster
Gewonnen bedrag€ 18.240

### Kandidaten
| Nr. | Naam                | Leeftijd | Beroep                 | Week 1        | Week 2       | Week 3     | Week 4     | Week 5     | Week 6     | Week 7     | Week 8   | Week 9 |
| --- | ------------------- | -------- | ---------------------- | ------------- | ------------ | ---------- | ---------- | ---------- | ---------- | ---------- | -------- | ------ |
| Mol | Lennart Driesen     | 25       | Opvoeder               |               |              |            |            |            |            | (1)        | Mol 2021 | Reünie |
| 1   | Annelotte De Brandt | 25       | Recruiter              |               |              |            | (5)        |            |            | (1)        | Gewonnen | Reünie |
| 2   | Sven Uyttersprot    | 41       | Horeca-uitbater        |               |              |            | (1)        |            |            | (1)        | Verloren | Reünie |
| 3   | Philip De Cleen     | 51       | Docent marketing       |               |              |            |            |            |            | Afvaller 8 |          | Reünie |
| 4   | Jasmien Foré        | 30       | Advocate               |               |              | (1)        |            |            | Afvaller 7 |            |          | Reünie |
| 5   | Samina Carremans    | 42       | Flamencolerares        |               |              |            |            | Afvaller 6 |            |            |          | Reünie |
| 6   | Katrien Cuppens     | 39       | Vaatchirurg            |               |              | (1)        | Afvaller 5 |            |            |            |          | Reünie |
| 7   | Noah Vlieghe        | 18       | Student orthopedagogie | Plek veroverd |              | Afvaller 4 |            |            |            |            |          | Reünie |
| 9/8 | Kevin Cuykens       | 30       | Jurist                 |               | Afvaller 2/3 |            |            |            |            |            |          | Reünie |
| 9/8 | Dami Oguntubi       | 20       | Studente psychologie   | [ b ]         | Afvaller 2/3 |            |            |            |            |            |          | Reünie |
| 10  | Jens Zutterman      | 30       | Schrijnwerker          | Afvaller 1    |              |            |            |            |            |            |          | Reünie |

Legenda:
 Kandidaat verlaat het spel na rood scherm
 Kandidaat verliest zijn plek in het spel na opdracht waarin één iemand ingeruild kon worden
 Kandidaat blijft in het spel (groen scherm of geen scherm gezien)
 Kandidaat blijft in het spel maar had (X) pasvragen tijdens eliminatie
 Kandidaat wordt vrijgesteld van het zien van een scherm en blijft dus in het spel
 Kandidaat heeft een vrijstelling en blijft dus in het spel
 Kandidaat had het spel eerder al verlaten
1. 1 2  Omdat er vorige aflevering niemand afviel (doordat de echte afvaller vrijgesteld werd van een scherm te zien), moesten er deze aflevering twee mensen naar huis. Dus de kandidaten met de laagste en met de tweede laagste scores vielen af.
2. ↑  Toen de kandidaten de kans kregen vrijgesteld te worden van het zien van een rood scherm, was dit de eigenlijke afvaller.

### Afleveringen & kijkcijfers
| Aflevering | Eerste uitzending | Titel                                                                                  | Pot      | Kijkcijfers | Kijkcijfers + 7d. | Marktaandeel | Marktaandeel + 7d. | Plek in top 10 | Plek in top 10 + 7d. |
| ---------- | ----------------- | -------------------------------------------------------------------------------------- | -------- | ----------- | ----------------- | ------------ | ------------------ | -------------- | -------------------- |
| 1          | 21 maart 2021     | Aller Anfang ist schwer, gilt in jeder Wissenschaft - Karl Marx                        | € 2.700  | 1.031.485   | 1.390.775         | 45,8%        | 34,1%              | 3              | 1                    |
| 2          | 28 maart 2021     | Sie müssen nur die richtige Taste im richtigen Moment berühren - Johann Sebastian Bach | € 8.500  | 1.106.660   | 1.369.008         | onbekend     | 33,3%              | 1              | 1                    |
| 3          | 4 april 2021      | Es gibt nicht Schöneres als das Mysteriöse - Albert Einstein                           | € 10.600 | 1.063.871   | 1.398.169         | onbekend     | 34,3%              | 2              | 1                    |
| 4          | 11 april 2021     | Voetbal is een simpel spel (...) en op het einde winnen de Duitsers - Gary Lineker     | € 12.600 | 1.039.333   | 1.317.386         | onbekend     | 34,7%              | 1              | 2                    |
| 5          | 18 april 2021     | Übung macht den Meister                                                                | € 14.600 | 1.122.645   | 1.363.124         | onbekend     | 34,9%              | 1              | 1                    |
| 6          | 25 april 2021     | Ich bin ein Berliner - John F. Kennedy                                                 | € 7.600  | 1.111.867   | 1.389.797         | onbekend     | 34,0%              | 1              | 1                    |
| 7          | 2 mei 2021        | Vertraue nicht jemandem, der dir nicht vertrauen kann - Gebroeders Grimm               | € 15.100 | 1.139.047   | 1.402.588         | onbekend     | 35,9%              | 1              | 1                    |
| 8 (finale) | 9 mei 2021        | Alles hat ein Ende, nur die Wurst hat zwei - Stephan Remmler                           | € 18.240 | 1.373.857   | 1.505.589         | onbekend     | 40,8%              | 1              | 1                    |
| 9 (reünie) | 16 mei 2021       | n.v.t.                                                                                 | € 18.240 | 1.126.577   | 1.349.199         | onbekend     | 36,5%              | 2              | 2                    |

1. ↑  Dit is de plek van het nde best bekeken programma van de week.

## Seizoen 10
Op 13 februari 2022 werd bekend dat het tiende seizoen van De Mol was opgenomen op de Canarische Eilanden. Voor het zevende jaar was Gilles De Coster presentator en Play4 zond het programma uit. NPO Start maakte het programma iedere maandagavond beschikbaar voor het Nederlandse publiek. Daarnaast was het programma in Nederland ook te zien via het Belgische GoPlay. Een unicum tijdens dit seizoen, was dat voor het eerst in de hele geschiedenis van De Mol, de Mol het spel voortijdig verliet. Philippe, die dit seizoen de Mol was, versprak zich tijdens zijn slaap toen hij droomde over een proef, waarbij geld was verdiend en dacht hierdoor dat hij zichzelf zou hebben verraden. Hij voelde zich hierdoor erg verdacht en durfde niet meer te slapen. Het gevolg was dat zijn gezondheid steeds meer achteruit ging en hij niet meer in staat was om het seizoen af te maken als Mol. Hierdoor moest hij halverwege het seizoen afhaken en worden vervangen door iemand anders. Deze nieuwe Mol werd op een soortgelijke manier geselecteerd als in seizoen 7. Verder kende dit seizoen nog meer pech, twee kandidaten raakten tijdens de opnames geblesseerd en moesten daardoor vrijwillig vertrekken. Nele liep een voetblessure op toen ze over lavablokken struikelde bij de opdracht "De Vloer is lava", waarbij de kandidaten een parcours moesten afleggen zonder de vloer te raken en Anke brak tijdens een cliffdiving-opdracht haar elleboog omdat ze verstrikt raakte in het touw dat ze los had moeten laten en dit hierdoor te lang vasthield. Het gevolg is dat drie eliminaties niet door zijn gegaan. Hiermee is dit het seizoen met de meeste pech in de hele geschiedenis van De Mol. Het seizoen werd desondanks afgesloten met een spetterende live-show vanuit Paleis 12 in Brussel, waarin de drie finalisten nog een laatste opdracht deden om geld te verdienen voor de pot, waarbij ook de kijkers thuis invloed hadden en waarin zij ook de laatste 5 vragen van de finaletest moesten invullen(deze vragen gingen over de laatste opdracht die zij tijdens de show deden). Tijdens deze show werden ook de winnaar, de verliezer en de vervangende Mol bekendgemaakt.
Locatie Canarische Eilanden
PresentatieGilles De Coster
Gewonnen bedrag€ 26.390

### Kandidaten
| Nr. | Naam                      | Leeftijd | Beroep                | Week 1     | Week 2     | Week 3     | Week 4          | Week 5     | Week 6     | Week 7     | Week 8          | Week 9 |
| --- | ------------------------- | -------- | --------------------- | ---------- | ---------- | ---------- | --------------- | ---------- | ---------- | ---------- | --------------- | ------ |
| Mol | Uma Vandemaele            | 26       | Leerkracht godsdienst |            |            |            |                 |            |            |            | Tweede Mol 2022 | Reünie |
| 1   | Sven Pede                 | 30       | Copywriter            |            |            |            |                 |            |            | [ a ]      | Gewonnen        | Reünie |
| 2   | Yens Wittebrouck          | 27       | Accountmanager        |            |            |            |                 |            |            |            | Verloren        | Reünie |
| 3   | Emanuelle Santana Marques | 35       | Receptionist          |            |            |            |                 | (5)        |            | Afvaller 7 |                 | Reünie |
| 4   | Anke Van Os               | 32       | Rechercheur           |            | [ c ]      |            |                 |            | Afvaller 6 |            |                 | Reünie |
| 5   | Bert Van Tichelen         | 45       | Boomverzorger         |            |            |            |                 | Afvaller 5 |            |            |                 | Reünie |
| Mol | Philippe Minguet          | 34       | Kinesist              |            |            |            | Eerste Mol 2022 |            |            |            |                 | Reünie |
| 6   | Nele Buys                 | 47       | Leerkracht            |            |            | Afvaller 4 |                 |            |            |            |                 | Reünie |
| 8\7 | Toon Tijsmans             | 19       | Student               |            | Afvaller 2 |            |                 |            |            |            |                 | Reünie |
| 8\7 | Jens Zutterman            | 31       | Schrijnwerker         |            | Afvaller 2 |            |                 |            |            |            |                 | Reünie |
| 9   | Gretel van der Straten    | 51       | Opticien              | Afvaller 1 |            |            |                 |            |            |            |                 | Reünie |

Legenda:
 Oorspronkelijke mol verlaat vrijwillig het spel
 Kandidaat verlaat het spel na rood scherm
 Kandidaat verlaat het spel om medische redenen
 Kandidaat blijft in het spel (groen scherm of geen scherm gezien)
 Kandidaat blijft in het spel maar had (X) pasvragen tijdens eliminatie
 Kandidaat heeft een vrijstelling en blijft dus in het spel
 Eliminatietest ging niet door dus de kandidaat blijft automatisch in het spel
 Kandidaat had het spel eerder al verlaten
1. 1 2  Kandidaat kreeg van tevoren inzicht in 5 vragen van de eliminatietest.
2. 1 2  De laatste 5 vragen van de finaletest werden live ingevuld in Paleis 12, 6 maanden na de reis. Deze vragen gingen over het optreden.
3. ↑  Anke werd met Mol Philippe gekoppeld. Hierdoor kon ze onmogelijk geëlimineerd worden.
4. ↑  Anke liep een elleboogbreuk op in de laatste opdracht van deze aflevering en moest het spel op medisch advies verlaten. Daar de eliminatietest niet doorging, vervielen ook de verdiende pasvragen.
5. ↑  Philippe was de Mol, maar kreeg te maken met mentale en fysieke uitputting. Hij verliet vrijwillig het spel en er werd een nieuwe Mol gekozen.
6. ↑  Nele verliet het spel vrijwillig nadat ze geblesseerd raakte en rust moest houden. Ze vulde de eliminatietest niet in, zodat ze gegarandeerd een rood scherm zou krijgen.
7. ↑  Deze aflevering vond een dubbele eliminatie plaats, de kandidaten moesten per koppel de test invullen. De scores werden bij elkaar opgeteld en het koppel dat in totaal het laagste scoorde, moest naar huis.
8. ↑  Jens kreeg dit seizoen een herkansing nadat hij vorig seizoen afviel tijdens de eerste opdracht.

### Afleveringen & kijkcijfers
| Aflevering | Eerste uitzending | Titel                                                                                                   | Pot      | Kijkcijfers | Kijkcijfers + 7d. | Marktaandeel | Marktaandeel + 7d. | Plek in top 10 | Plek in top 10 + 7d. |
| ---------- | ----------------- | --- | -------- | ----------- | ----------------- | ------------ | ------------------ | -------------- | -------------------- |
| 1          | 20 maart 2022     | We hebben een probleem, we willen allemaal een vrijstelling. - Marc - Seizoen 3                         | € 4.000  | 1.060.166   | 1.324.306         | 51,6         | 33,8               | 2              | 2                    |
| 2          | 27 maart 2022     | Maar wat een manier is dat om naar huis te gaan? Dat is dubbel zo hard! - Issabel - Seizoen 4           | € 6.000  | 1.124.224   | 1.422.800         | onbekend     | 36,6               | 2              | 1                    |
| 3          | 3 april 2022      | Gewoon ademen. Niet stressen. Dat komt sowieso goed - Marzena - Seizoen 5                               | € 12.850 | 957.046     | 1.250.664         | onbekend     | 34,5               | 4              | 2                    |
| 4          | 10 april 2022     | Het was zo moeilijk en toch zo prachtig tegelijk - Elisabet (de mol) - Seizoen 7                        | € 16.350 | 980.376     | 1.229.828         | onbekend     | 34,3               | 2              | 2                    |
| 5          | 17 april 2022     | We zijn niet voorbereid om de mol te zijn. - Kaat - Seizoen 7                                           | € 20.390 | 1.000.506   | 1.285.805         | onbekend     | 35,9               | 2              | 2                    |
| 6          | 24 april 2022     | Ik zou het zo 10 keer opnieuw doen. - Ruth - Seizoen 4                                                  | € 24.790 | 924.577     | 1.162.432         | onbekend     | 31,7               | 2              | 3                    |
| 7          | 1 mei 2022        | Als ik straks groen licht krijg, dan is het pad naar de finale letterlijk geopend. - Philip - Seizoen 9 | € 26.390 | 1.063.440   | 1.286.911         | onbekend     | 34,4               | 1              | 1                    |
| 8 (finale) | 8 mei 2022        | Ik kan niet stoppen met blèten. Ik ben zo blij dat je het weet. - Alina (de mol) - Seizoen 8            | € 26.390 | 1.216.118   | 1.381.879         | 65,6         | 43,9               | 1              | 1                    |
| 9 (reünie) | 15 mei 2022       | Ja, ik ben de mol... Jullie weten dat nog niet? - Uma - Seizoen 10                                      | € 26.390 | 796.723     | 995.099           | onbekend     | 33,2               | 1              | 4                    |

1. ↑  Dit is de plek van het nde best bekeken programma van de week.

## Seizoen 11
Op 5 december 2022 werd onthuld dat het elfde seizoen van De Mol werd opgenomen in de Amerikaanse staat Arizona. Voor het achtste jaar was Gilles De Coster presentator en Play4 zond het programma uit. Voor de eerste keer in de geschiedenis doet er een Bekende Vlaming, in de persoon van acteur Matteo Simoni, mee aan het programma. Deze viel echter al in de eerste aflevering af.
Locatie Arizona
PresentatieGilles De Coster
Gewonnen bedrag€ 27.320

### Kandidaten
| Nr. | Naam                    | Leeftijd | Beroep           | Week 1     | Week 2     | Week 3     | Week 4     | Week 5     | Week 6     | Week 7     | Week 8   | Week 9 |
| --- | ----------------------- | -------- | ---------------- | ---------- | ---------- | ---------- | ---------- | ---------- | ---------- | ---------- | -------- | ------ |
| Mol | Comfort Achuo           | 32       | Gynaecoloog      |            |            |            | [ a ]      |            |            |            | Mol 2023 | Reünie |
| 1   | Lancelot De Deurwaerder | 27       | Vastgoedmakelaar |            |            |            |            |            |            |            | Gewonnen | Reünie |
| 2   | Toos Vandervelde        | 28       | Schrijnwerker    |            |            |            |            |            |            |            | Verloren | Reünie |
| 3   | Ruben Van Gompel        | 22       | Patissier        |            |            |            |            |            |            | Afvaller 7 |          | Reünie |
| 4   | Thomas Vandendriessche  | 42       | Leerkracht       |            |            |            |            |            | Afvaller 6 |            |          | Reünie |
| 5   | Lieselot Devos          | 32       | Slager           |            |            |            |            | Afvaller 5 |            |            |          | Reünie |
| 6   | Leïla Lb Yahia          | 34       | Antropoloog      |            |            |            | Afvaller 4 |            |            |            |          | Reünie |
| 7   | Conny Van Den Brande    | 58       | Docent           |            |            | Afvaller 3 |            |            |            |            |          | Reünie |
| 8   | Samya Ouahyani          | 26       | Advocaat         |            | Afvaller 2 |            |            |            |            |            |          | Reünie |
| 9   | Matteo Simoni           | 35       | Acteur           | Afvaller 1 |            |            |            |            |            |            |          | Reünie |

Legenda:
 Kandidaat verlaat het spel na rood scherm
 Kandidaat blijft in het spel (groen scherm of geen scherm gezien)
 Kandidaat blijft in het spel maar had (X) pasvragen tijdens eliminatie
 Kandidaat heeft een vrijstelling en blijft dus in het spel
 Kandidaat had het spel eerder al verlaten
 Kandidaat krijgt rood scherm maar kan nog terugkeren
1. ↑  De kandidaten vulden eerst de eliminatietest in en de kandidaat die deze het slechtste had gemaakt kreeg een rood scherm, dit was Comfort. Comfort mocht na een opdracht zes testvragen opnieuw invullen en wist toen de op één na slechtste kandidaat te overtreffen, dit was Leïla.

### Afleveringen & kijkcijfers
| Aflevering | Eerste uitzending | Titel                                                                                               | Pot      | Kijkcijfers | Kijkcijfers + 7d. | Marktaandeel + 7d. | Plek in top 10 | Plek in top 10 + 7d. |
| ---------- | ----------------- | --------------------------------------------------------------------------------------------------- | -------- | ----------- | ----------------- | ------------------ | -------------- | -------------------- |
| 1          | 19 maart 2023     | No journey is too great when one finds what he seeks. – Coming to America (1988)                    | € 1.430  | 1.053.162   | 1.424.051         | 37,1%              | 1              | 2                    |
| 2          | 26 maart 2023     | Today, you are Marines. You're part of a brotherhood. – Full Metal Jacket (1987)                    | € 6.330  | 1.076.828   | 1.420.576         | 36,5%              | 1              | 2                    |
| 3          | 2 april 2023      | There ain't nothing in Room 237. So, stay out of Room 237. – The Shining (1980)                     | € 9.520  | 932.225     | 1.305.048         | 34,9%              | 4              | 3                    |
| 4          | 9 april 2023      | Marty, the future isn't written. It can be changed. – Back to the Future (1985)                     | € 14.520 | 987.232     | 1.336.837         | 35,9%              | 1              | 2                    |
| 5          | 16 april 2023     | All you gotta do is trust me. That's all you got to do. – A Star Is Born (2018)                     | € 16.820 | 977.927     | 1.287.224         | 34,3%              | 2              | 2                    |
| 6          | 23 april 2023     | That taxi driver's been staring at us. - Taxi Driver (1976)                                         | € 17.320 | 1.014.749   | 1.297.296         | 34,4%              | 1              | 2                    |
| 7          | 30 april 2023     | You must be the fastest gun in the west. That, or the biggest liar. - The Quick and the Dead (1995) | € 22.320 | 915.009     | 1.306.264         | 34,5%              | 1              | 2                    |
| 8 (finale) | 7 mei 2023        | Well, you've got me. - Million Dollar Baby (2004)                                                   | € 27.320 | 1.301.204   | 1.436.792         | 41,1%              | 1              | 1                    |
| 9 (reünie) | 14 mei 2023       | n.v.t.                                                                                              | € 27.320 | 864.703     | 1.117.499         | 34,5 %             | 2              | 3                    |

1. ↑  Dit is de plek van het nde best bekeken programma van de week.

## Seizoen 12
Op 20 december 2023 werd onthuld dat het twaalfde seizoen van De Mol werd opgenomen op het Italiaanse eiland Sicilië. Voor het negende achtereenvolgende jaar was Gilles De Coster presentator en zond Play4 zal het programma uit.
Seizoen 12 introduceerde een nieuw concept: verdubbelaars. Deze kunnen éénmaal per aflevering ingezet worden vlak voor een opdracht, om de potentiële winst te verdubbelen. Vlak voor elke eliminatie worden de verdubbelaars doorgegeven naar een andere kandidaat. Als die kandidaat geëlimineerd wordt, verdwijnen ook de verdubbelaars. Om te voorkomen dat dit bij de eerste eliminatie al gebeurde, kreeg degene die de verdubbelaars kreeg bij deze eliminatie een vrijstelling. De verdubbelaars leverden echter niks op. Drie opdrachten waarbij een verdubbelaar werd ingezet leverden geen geld op en de vierde en laatste verdubbelaar ging verloren nadat Senne deze in aflevering 5 aan Lynn gaf en zij geëlimineerd werd.
Ook werd de doos van Pandora uit seizoen 8 teruggehaald. Die werd in dat seizoen niet geopend en de potentiële gevolgen werden nooit verklaard. Om dit op te kunnen lossen werd in dit seizoen de verleiding om deze te openen groter gemaakt door er naast de naam van de Mol 8 pasvragen in te doen. Dit bleek een goede zet te zijn, want het mysterie van de doos van Pandora werd hierdoor in dit seizoen opgelost. De doos werd nu wel geopend en de gevolgen werden duidelijk. De teller van de groepspot daalde drastisch tot alle kandidaten bij de doos stonden en tegelijkertijd op een knop drukten. 
Locatie Sicilië
PresentatieGilles De Coster
Gewonnen bedrag€ 24.160

### Kandidaten
| Nr. | Naam                        | Leeftijd | Beroep             | Week 1     | Week 2     | Week 3     | Week 4     | Week 5     | Week 6     | Week 7     | Week 8   | Week 9 |
| --- | --------------------------- | -------- | ------------------ | ---------- | ---------- | ---------- | ---------- | ---------- | ---------- | ---------- | -------- | ------ |
| Mol | Senne van der Zweep         | 28       | Sociaal werker     |            | (4)        | (-1)       | [ a ]      |            |            | (2)        | Mol 2024 | Reünie |
| 1   | Bernard Balcaen             | 33       | Leerkracht         | [ a ]      |            | (-1)       |            |            |            | (2)        | Gewonnen | Reünie |
| 2   | Michaël Moens               | 41       | Boomverzorger      |            | (4)        | (-1)       |            | (1)        |            | (2)        | Verloren | Reünie |
| 3   | Charlotte De Mol            | 26       | Farmaceut          |            |            | [ a ]      |            |            |            | Afvaller 7 |          | Reünie |
| 4   | Stéphanie Bensaad           | 35       | Verpleegkundige    |            |            | (-1)       |            | (1)        | Afvaller 6 |            |          | Reünie |
| 5   | Lynn Thissen                | 38       | Videograaf         |            | [ a ]      | (-1)       |            | Afvaller 5 |            |            |          | Reünie |
| 6   | Marta (Coco) Corbillo Colom | 31       | Verpleegkundige    |            |            | (-1)       | Afvaller 4 |            |            |            |          | Reünie |
| 7   | Philippe Weiler             | 53       | Bedrijfsleider     |            |            | Afvaller 3 |            |            |            |            |          | Reünie |
| 8   | Karolien Van Der Kelen      | 46       | Audioloog          |            | Afvaller 2 |            |            |            |            |            |          | Reünie |
| 9   | Gillian Folens              | 27       | Technisch tekenaar | Afvaller 1 |            |            |            |            |            |            |          | Reünie |

Legenda:
 Kandidaat verlaat het spel na rood scherm
 Kandidaat blijft in het spel (groen scherm of geen scherm gezien)
 Kandidaat blijft in het spel maar had (X) pasvragen tijdens eliminatie
 Kandidaat blijft in het spel maar had (-X) strafpunten tijdens eliminatie
 Kandidaat heeft een vrijstelling en blijft dus in het spel
 Kandidaat had het spel eerder al verlaten
 Kandidaat krijgt rood scherm maar kan nog terugkeren
1. 1 2 3 4 5  Kandidaat kreeg vlak voor de eliminatie de verdubbelaars in bewaring.

### Afleveringen & kijkcijfers
| Aflevering | Eerste uitzending | Titel                                                       | Pot      | Kijkcijfers | Kijkcijfers + 7d. | Marktaandeel + 7d. | Plek in top 10 | Plek in top 10 + 7d. |
| ---------- | ----------------- | ----------------------------------------------------------- | -------- | ----------- | ----------------- | ------------------ | -------------- | -------------------- |
| 1          | 24 maart 2024     | Ik ben De Mol. - Charlotte                                  | € 8.800  | 1.147.160   | 1.487.147         | 38,7               | 1              | 1                    |
| 2          | 31 maart 2024     | Leeft de Mol nog? - Karolien                                | € 5.640  | 1.346.058   | 1.437.994         | 37,9               | 1              | 1                    |
| 3          | 7 april 2024      | Je eindigt niet met fucking tagliatelle. - Charlotte        | € 9.640  | 962.186     | 1.323.401         | 36,7               | 1              | 1                    |
| 4          | 14 april 2024     | Ik ben blij dat het niet gelukt is. - Marta (Coco)          | € 11.140 | 1.033.384   | 1.331.737         | 35,5               | 1              | 1                    |
| 5          | 21 april 2024     | Ik ben niet uw mama. - Yasmine                              | € 11.140 | 976.583     | 1.310.366         | 35,5               | 1              | 1                    |
| 6          | 28 april 2024     | Dat gaat nog goed uitkomen voor de finale. - Stéphanie      | € 15.340 | 997.808     | 1.313.722         | 35,9               | 1              | 1                    |
| 7          | 5 mei 2024        | Ik ben een echte jongen. - Bernard                          | € 19.160 | 1.016.421   | 1.353.772         | 35,5               | 1              | 1                    |
| 8 (finale) | 12 mei 2024       | Ik hoop verrassend uit de hoek te komen vanavond. - Michaël | € 24.160 | 1.133.542   | 1.355.019         | 43,1               | 1              | 1                    |
| 9 (reünie) | 19 mei 2024       | Idioot, wat ben je aan het doen? - Senne                    | € 24.160 | 1.044.820   | 1.193.556         | 34,7               | 1              | 1                    |

1. ↑  Dit is de plek van het nde best bekeken programma van de week.
2. ↑  Omdat de dag na de uitzending van aflevering 2, door Paasmaandag, de kijkcijfers niet gepubliceerd zijn geweest is dit het kijkcijfer met de kijkers van maandag erbij geteld (Alle schermen (Live+1)).
3. ↑  Omdat de dag na de uitzending van aflevering 9, door pinkstermaandag, de kijkcijfers niet gepubliceerd zijn geweest is dit het kijkcijfer met de kijkers van maandag erbij geteld (Alle schermen (Live+1)).

## Seizoen 13
Op 28 december 2024 werd tijdens de eindejaarsspecial van de populaire podcast Achter De Schermen onthuld dat het dertiende seizoen van De Mol werd opgenomen in Thailand. Voor het tiende jaar op een rij was Gilles De Coster presentator en zond Play4 het programma uit. Nieuw dit seizoen was de "Molkoffer", een koffer waarin de mol allerlei spullen kon stoppen om de opdrachten te saboteren. Dit onheil begon al op de Oude Markt in Leuven toen bij de aankondiging van de startdatum de projector in vlammen op ging. Aan het begin van de reis was het echter nog niet zeker of deze koffer in het spel gebruikt zou worden. De eerste proef had immers als doel om deze koffer te onderscheppen, waarin de kandidaten ook slaagden. Ze kozen er uiteindelijk toch voor om de koffer in het spel te houden. Doorheen de afleveringen zag je af en toe een fragment waarin Gilles met de Mol bespreekt welk materiaal die zou kunnen gebruiken om de opdrachten te laten mislukken. En dus werden er voor het eerst in de geschiedenis ook sabotages tijdens de afleveringen getoond in plaats van alleen in de laatste aflevering (reünie). In de slotproef slaagden de kandidaten erin revanche te nemen voor de eerste proef door de Molkoffer op te blazen. Ook viel er na de eerste eliminatie niemand af. Dit had wel als gevolg dat er bij de tweede eliminatie twee kandidaten afvielen.
Locatie Thailand
PresentatieGilles De Coster
Gewonnen bedrag€ 27.910

### Kandidaten
| Nr. | Naam                         | Leeftijd | Beroep                          | Week 1 | Week 2     | Week 3     | Week 4     | Week 5     | Week 6     | Week 7     | Week 8   | Week 9 |
| --- | ---------------------------- | -------- | ------------------------------- | ------ | ---------- | ---------- | ---------- | ---------- | ---------- | ---------- | -------- | ------ |
| Mol | Sarah Loos                   | 36       | Advocaat                        |        |            | (2)        |            |            | (1)        |            | Mol 2025 | Reünie |
| 1   | Alexy Kilozo                 | 23       | Student ingenieurswetenschappen |        |            |            |            |            |            |            | Gewonnen | Reünie |
| 2   | Michèle Vergote              | 35       | Docent anatomie                 |        |            |            |            |            |            |            | Verloren | Reünie |
| 3   | Nimrod Vanderbauwhede        | 25       | Bankier                         |        |            | (2)        |            |            | (1)        | Afvaller 7 |          | Reünie |
| 4   | João-Pedro (Pedro) De Decker | 41       | Leerlingenbegeleider            |        |            | (2)        |            |            | Afvaller 6 |            |          | Reünie |
| 5   | Hilde Kempeneers             | 57       | Kinderpsychiater                |        |            |            |            | Afvaller 5 |            |            |          | Reünie |
| 6   | Hoi Ching Els (Els) Chan     | 28       | Klinisch onderzoeker            |        |            |            | Afvaller 4 |            |            |            |          | Reünie |
| 7   | Jan Lembrechts               | 40       | Vrachtwagenchauffeur            | [ a ]  |            | Afvaller 3 |            |            |            |            |          | Reünie |
| 9/8 | Pasquino Verstichel          | 33       | Sociotherapeut                  |        | Afvaller 1 |            |            |            |            |            |          | Reünie |
| 9/8 | Rusiana Tosheva              | 39       | Kelner                          |        | Afvaller 1 |            |            |            |            |            |          | Reünie |

Legenda:
 Kandidaat verlaat het spel na rood scherm
 Kandidaat blijft in het spel (groen scherm of geen scherm gezien)
 Kandidaat blijft in het spel maar had (X) pasvragen tijdens eliminatie
 Kandidaat wordt vrijgesteld van het zien van een scherm en blijft dus in het spel
 Kandidaat heeft een vrijstelling en blijft dus in het spel
 Kandidaat had het spel eerder al verlaten
1. ↑  Toen de kandidaten de kans kregen vrijgesteld te worden van het zien van een rood scherm, was dit de eigenlijke afvaller.

### Afleveringen & kijkcijfers
| Aflevering | Eerste uitzending | Pot      | Kijkcijfers | Kijkcijfers + 7d. | Plek in top 10 | Plek in top 10 + 7d. |
| ---------- | ----------------- | -------- | ----------- | ----------------- | -------------- | -------------------- |
| 1          | 23 maart 2025     | € 5.750  | 990.665     | 1.399.570         | 1              | 1                    |
| 2          | 30 maart 2025     | € 7.750  | 965.582     | 1.358.845         | 1              | 1                    |
| 3          | 6 april 2025      | € 6.450  | 870.217     | 1.204.597         | 2              | 1                    |
| 4          | 13 april 2025     | € 9.450  | 855.815     | 1.203.834         | 2              | 1                    |
| 5          | 20 april 2025     | € 11.840 | 878.820     | 1.278.312         | 1              | 1                    |
| 6          | 27 april 2025     | € 12.690 | 858.741     | 1.237.708         | 1              | 1                    |
| 7          | 4 mei 2025        | € 20.910 | 909.705     | 1.231.752         | 1              | 1                    |
| 8 (finale) | 11 mei 2025       | € 27.910 | 1.013.527   | 1.213.248         | 1              | 1                    |
| 9 (reünie) | 18 mei 2025       | € 27.910 | 789.850     | 1.026.738         | 1              | 1                    |